# Лара Кастро, Хорхе
Хорхе Лара Кастро (исп. Jorge Lara Castro; род. 5 августа 1945, Асунсьон, Парагвай) — парагвайский юрист, социолог и дипломат. Министр иностранных дел Парагвая в 2011—2012 годах. Доктор философии.

## Биография
Изучал право на факультете права, политики и общества Асунсьонского католического университета «Nuestra Señora de la Asunción». Получил степень магистра в области социологии на латиноамериканском факультете социальных наук (FLACSO) в Сантьяго де Чили, позже обучался в Национальном автономном университете Мексики.
Социолог и адвокат по профессии. Международный консультант по латиноамериканским делам. Координатор программы международных исследований. Профессор и преподаватель в области международных отношений Университета Латинская Америка. Политолог.
Занимал руководящие должности в представительствах в Мехико в течение 1980 −1991, работал академическим исследователем в Центре экономических исследований и обучения (CIDE) автономного университета Мексики (УНАМ). Был директором экономического планирования социального развития в Центре исследований и экономических исследований (CIDE) Мексика.
Был Постоянным представителем Парагвая при Организации Объединенных Наций в Нью-Йорке в 1999—2001 годах. Директор программы социальных наук на факультет философии и социальных наук Католического университета Асунсьона.
До своего назначения министром Лара Кастро был заместителем министра иностранных дел.
С 22 марта 2011 по 23 июня 2012 — министр иностранных дел, торговли и интеграции Парагвая в кабинете Фернандо Луго. Во время нахождения на этом посту принимал меры по активизации процессов региональной интеграции, повышению роли своего внешнеполитического ведомства в продвижении национальных экономических интересов за рубежом.